# Pöllauberg
Pöllauberg je občina v sodnem okraju Hartberg-Fürstenfeld na Štajerskem v Avstriji. 1. januarja 2018 je imela 2049 prebivalcev.

## Geografija
Pöllauberg je v Jogllandu, gričevnatem delu Štajerske, približno deset kilometrov zahodno od okrajnega središča Hartberg in približno 38 km severovzhodno od deželnega središča Gradec. Občina se razprostira od narodnega parka doline Pöllau, na levem bregu reke Pöllauer Safen s številnimi pritoki, predvsem potokom Rauschenbach. Najvišja točka v občini je Masenberg z nadmorsko višino 1261 m na skrajnem severu.

### Enote
Občina spada v sodno okrožje Fürstenfeld in Hartberg-Fürstenfeld in vključuje tri kraje (prebivalstvo od 1. januarja 2015 ):
- Oberneuberg (783),
- Unterneuberg (558),
- Zeil-Pöllau (774).

Sedanja občina Pöllauberg je bila ustanovljena 1. februarja 1968 z združitvijo neodvisnih skupnosti Oberneuberg, Unterneuberg in Zeil-Pöllau.
15. septembra 1975 je deželna vlada Štajerske občini Pöllauberg dodelila pravico do grba: v modrem ščitu rasteta dve zlati konici stolpa, med konicama pa je na modri podlagi srebrna lilija.

## Zgodovina
Mejni grof Leopold je v letih 1125 in 1128 ministerialu, predniku Stubenbergerja Wulfingu podaril ozemlje sedanje občine Pöllauberg. Wulfing von Stubenberg je začel naseljevati pobočja nad Pöllauom. Leta 1685 je prošt samostana Pöllau ustanovil prvo šolo v Pöllaubergu, njegov naslednik je še povečal župnijo. Pöllauberg se je razširil do Oberneuberga in tako je leta 1818 nastala občina v novem okrožju Pöllau.

## Znamenitosti
- Župnijska in romarska cerkev Marije Pöllauberg: romanja v Pöllauberg so se začela v poznem 12. in začetku 13. stoletja s čaščenjem Marijine slike. Kjer je danes Anina cerkev, je bila takrat romanska kapela, ki so jo obiskovali predvsem ob sobotah, kar je gori dalo ime Sobotna gora. Okoli 1340 so začeli graditi sedanjo romarsko cerkev Marije Pöllauberg v gotskem slogu. Ustanoviteljica je bila Katarina Stubenberg. Cerkev je dvoladijska s tremi polji rebrastih obokov, medtem ko se kor in preddverje razširita na tri strani. Cerkev je nad prvotno kapelo na s treh strani strmi gori. Glavni vhod na zahodu je dostopen samo po 18 stopnicah. Leta 2009 je bil zgrajen neoviran dostop na levi strani. Dostop od glavnega trga je omogočen brez stopnic. Stene cerkve so večinoma iz neobdelanega kamna tolčenca, zahodna fasada je bila narejena iz kamna iz Haussteina. V notranjosti je še vedno gotski Marijin kip kot čudežna podoba iz 15. stoletja, sicer je večina iz baročnega obdobja: glavni oltar sta zgradila Marx Schokotnigg in njegov sin Joseph med letoma 1710 in 1730; orgle z bogatimi štukaturami so iz leta 1684. Ob udaru strele leta 1674 je bil gotski stolp uničen in leta 1678 nadomeščen z baročnim, ki je bil nadgrajen leta 1872 s stolpom in križem. Svetišče je eno najpomembnejših na Štajerskem in ga letno obišče okoli 100.000 vernikov;

- podružnična cerkev svete Ane je nekoliko višje ob romarski cerkvi in je začetnica Marijine kapele v občini. Prvotna romanska kapela je bila podaljšana leta 1532 v baročnem slogu. Sedanji oltar s sliko svete Ane je bil zgrajen leta 1644. V cerkvi je delno oprema iz cerkve Marije Pöllauberg, ki tam po preoblikovanju ni bila več potrebna;

- v okviru evropskega tekmovanja Entente Florale je bil Pöllauberg leta 1986 izbran za najlepšo vas v Evropi in je dobil zlato medaljo; [4]

- Pöllauberg je bil tudi leta 2003 razglašen za najlepšo vas na Štajerskem, od leta 1985 se je to zgodilo večkrat;

- leta 2009 je zmagal kot občina vzhodne Štajerske, ki jo je izbral Kleine Zeitung za  Schönsten Fleckerl der Steiermak. [5]